# Scaptodrosophila minima
Scaptodrosophila minima är en tvåvingeart som först beskrevs av Toyohi Okada 1966.  Scaptodrosophila minima ingår i släktet Scaptodrosophila och familjen daggflugor. Inga underarter finns listade i Catalogue of Life.